# Leonding
Leonding (phát âm tiếng Đức: [ˈleːɔ̯nd̥iŋ] ⓘ) là một thành phố ở phía tây nam của Linz thuộc bang Thượng Áo. Nó giáp với Puchenau và sông Danube ở phía bắc, Wilhering và Pasching ở phía tây, Traun ở phía nam và Linz ở phía đông. Với dân số hơn 27 nghìn người, Leonding là thành phố đông dân nhất của huyện Linz-Land và là thành phố đông dân thứ tư ở Thượng Áo.
Nó rất gần Linz và có tầm nhìn tuyệt đẹp ra dãy Alps và do đó thu hút các tầng lớp thượng lưu đến sinh sống mà không cần cung cấp nhiều cơ sở hạ tầng. Do gần Linz và kết nối giao thông tốt (như Đường sắt Tây Áo, Westautobahn,  B1 Wiener Straße  hoặc Sân bay Linz) nên thu hút các công ty như Rosenbauer, Ebner Industrieofenbau, Poloplast hoặc Neuson. Các nhà tuyển dụng lớn khác là Trung tâm UNO Shopping (khoảng 850 việc làm) cũng như Trung tâm mua sắm Plus City (khoảng 2200 việc làm).
Từ năm 1898 đến năm 1905 Adolf Hitler sống ở Leonding, nơi ông theo học trường tiểu học địa phương và sau đó là trường trung học ở Linz gần đó. Các ngôi mộ của cha mẹ ông ấy là Alois và Klara nằm ở Leonding. Anh trai của ông tên Edmund chết vì bệnh sởi và cũng được chôn cất ở đó. Một phái đoàn Quốc Xã Passau đã đến thăm mộ của gia đình một cách bất hợp pháp. Hitler đến thăm ngôi mộ vào năm 1938. Năm 2012, khi một người thân của người vợ đầu tiên của Alois Hitler là Anna không gia hạn hợp đồng thuê, ngôi mộ đã bị giải thể.
INăm 1903, cha của Hitler qua đời khi uống một ly rượu trong một nhà khách ở Leonding.
Leonding được chia thành 22 địa phương: Aichberg, Alharting, Berg, Bergham, Buchberg, Doppl, Enzenwinkl, Felling, Friesenegg, Gaumberg, Haag, Hart, Holzheim, Imberg, Jetzing, Le Tương ứng, Reith, Rufling, St. Isidor, Staudach, Untergaumberg và Zaubertal.

## Dân số
Thành phố Leonding tăng trưởng nhanh chóng kể từ năm 2000 với dân số năm 2018 là 28.698 người, tăng từ 22.203 người vào năm 2001. Sự tăng trưởng nhanh chóng này chủ yếu là do những ngôi nhà có diện tích vừa phải, rẻ hơn nhiều so với giá nhà ở Linz. Leonding cũng là một khu vực sinh sống rất hấp dẫn cho các gia đình trung lưu, đây là một lý do khác cho tốc độ tăng trưởng nhanh chóng.

## Hội đồng địa phương
Cuộc bầu cử năm 2015 đã cho kết quả như sau:
| Đảng                               | Tỷ lệ phiếu bầu | change   | Ghế trong Gemeinderat | change | Ghế trong Stadtrat |
| ---------------------------------- | --------------- | -------- | --------------------- | ------ | ------------------ |
| SPÖ                                | 33,84 %         | - 9,23 % | 13                    | -4     | 4                  |
| FPÖ                                | 23,39 %         | + 9,92 % | 9                     | +4     | 2                  |
| ÖVP                                | 22,27 %         | - 6,80 % | 8                     | -3     | 2                  |
| The Greens - The Green Alternative | 13,64 %         | + 2,05 % | 5                     | +1     | 1                  |
| NEOS                               | 5,97 %          | + 5,97 % | 2                     | +2     | 0                  |

Tổng: 37 ghế

## Thị trưởng
| Thị trưởng từ năm 1945 | Thị trưởng từ năm 1945 | Thị trưởng từ năm 1945 | Thị trưởng từ năm 1945 |
| Tên                    | Đảng                   | Thời gian làm việc     |                        |
| ---------------------- | ---------------------- | ---------------------- | ---------------------- |
| Josef Lehner           | SPÖ                    | 1946-1961              |                        |
| Franz Klafböck         | SPÖ                    | 1961-1968              |                        |
| Leopold Finster        | SPÖ                    | 1968-1982              |                        |
| Leopold Kronsteiner    | SPÖ                    | 1982-1997              |                        |
| Herbert Sperl          | SPÖ                    | 1997-2008              |                        |
| Walter Brunner         | SPÖ                    | since 2008             |                        |